# Christian Guillet
Pour les articles homonymes, voir Guillet.
Christian Guillet, né le 4 août 1934 à Paris 16e, est un écrivain français, connu pour son œuvre autobiographique en neuf récits.

## Biographie
Christian Guillet naît le 4 août 1934 à Paris. Il est élève au collège Stanislas, puis au lycée Saint-Louis-de-Gonzague. Après des études de droit et un poste de secrétaire d’agréé au Tribunal de commerce, il passe deux années militaires dont huit mois en Algérie, épisode qu'il raconte dans son récit Adieu trophées.
Marié et père de deux fils, il enseigne pendant 22 ans la littérature française en classes de seconde, première et terminale à l'école Pascal (Paris 16e). Enfin, il est nommé directeur des études aux Cercles d’échanges de compétences, subordonnés à la Maison de l’Europe.
Il est invité par Bernard Pivot en septembre 1976 dans l'émission Apostrophes. En octobre de la même année, il intervient dans l'émission Radioscopie de Jacques Chancel sur France Inter.

## Jugement
En 1959, la publication de son premier récit est saluée par des auteurs comme Marcel Arland et Marcel Jouhandeau. Marcel Jouhandeau déclare à son sujet : « Son projet d'écrire sans affabulation le récit de sa vie à mesure qu'elle avance, dans l'intention d'en faire, en même temps qu'une œuvre d'art, un document irremplaçable, me semble assez extraordinaire et neuf ». Il est également salué par le critique  Pascal Pia.

## Œuvres
Il a publié neuf récits dont l’ensemble retrace une vie en neuf périodes. Il a également publié une correspondance et une anthologie.
- 1959 Le Rouge au front, Flammarion
- 1960 Toutes les heures de la nuit, Flammarion
- 1964 Adieu trophées, Flammarion
- 1967 Le Temps du partage, Flammarion
- 1973 La Porte d'ivoire, Flammarion
- 1979 L'Adoration perpétuelle, Flammarion
- 1984 Au nom du père, Flammarion (3e éd. 2012)
- 1990 Les Dernières Tentations, Flammarion
- 1998 Chapelle ardente, l'Harmattan  (ISBN 2-7384-6128-X)
- 2006 Œuvre complète tome 1, l'Âge d'homme  (ISBN 2-8251-3645-X)
- 2006 Œuvre complète tome 2, l'Âge d'homme  (ISBN 2-8251-3659-X)
- 2006 Œuvre complète tome 3, l'Âge d'homme  (ISBN 2-8251-3661-1)
- 2007 Pièces à conviction (anthologie), l'Âge d'homme  (ISBN 978-2-8251-3732-1) (réimp. 2019)
- 2019 Ma correspondance, 4e édition, l'Âge d'homme  (ISBN 978-2-8251-4798-6)